# 어둠의 딸들 (1982년 영화)
"어둠의 딸들"은 한국에서 제작된 김문옥 감독의 1982년 영화이다. 김문희 등이 주연으로 출연하였고 박종구 등이 제작에 참여하였다.

## 출연

### 주연
- 김문희
- 진수경
- 강영아
- 유다희
- 윤영애

## 기타
- 조명: 박창호
- 녹음: 김성찬